# 2-га повітрянодесантна бригада (СРСР)
2-га пові́тряно-деса́нтна брига́да (2 пдбр) — повітряно-десантна бригада, військове з'єднання повітряно-десантних військ Радянського Союзу за часів Другої світової війни.

## Командування
- Командир:
  - Штейн К. Ф.
  - Ломако К. И. (~ с 22.06.1941)